# Jean Paul Vuillemin
Jean Paul Vuillemin est un mycologue français, né le 13 février 1861 à Docelles et mort le 29 juin 1932 à Malzéville.
Il étudie la médecine à l’université de Nancy où il obtient son titre de docteur en 1884. De 1895 à 1932, il est professeur d’histoire naturelle à la faculté de médecine de cette même université. Plusieurs taxons lui ont été dédiés comme le Vuilleminia comedens (Nees : Fr.) Maire. Vuillemin a travaillé sur les genres Spinalia et Zygorhynchus.
Il fut membre de la Société des sciences de Nancy qu'il présida en 1899 et 1909.
C'est lui qui forma les mots antibiose et antibiotique.

## Publications

### Thèses
- De la valeur des caractères anatomiques au point de vue de la classification des végétaux : Tige des composées, 1884. Thèse de doctorat : Médecine : Faculté de médecine de Nancy : 1884. N° de thèse : 190.
- La Subordination des caractères de la feuille dans le phylum des "Anthyllis", 1892, VIII-344 p. Thèse de doctorat : Sciences naturelles : Faculté des sciences de Paris : 1892. N° de thèse : 746.

### Monographies
- Tige des composées : de la valeur des caractères anatomiques au point de vue de la classification des végétaux, Paris, J.-B. Baillière, 1884, 258 p. (lire en ligne).
- La Biologie végétale, Paris, J.-B. Baillière, coll. « Bibliothèque scientifique contemporaine », 1888, 380 p. (lire en ligne).
- Les Champignons : essai de classification, Paris, O. Doin, coll. « Bibliothèque de botanique cryptogamique », 1912, 425 p. (lire en ligne).
- Les Anomalies végétales, leur cause biologique, Paris, Presses universitaires de France, 1926, XX-359 p.
- Les Animaux infectieux, Paris, P. Lechevalier, coll. « Encyclopédie biologique », 1929, 142 p. (lire en ligne).
- Les Champignons parasites et les mycoses de l'homme, Paris, P. Lechevalier, coll. « Encyclopédie mycologique », 1931, 292 p. (lire en ligne).

### Sélection d'articles
- 1893 : "Remarques sur les affinités des Basidiomycètes", Journal de Botanique 7 (9) : 164-174.
- 1918 : "Sur les Mortierella des groupes polycephala et nigrescens", Bulletin de la Société mycologique de France, 34 : 41-46.